# La batalla de Chile
La Batalla de Chile (bra: A Batalha do Chile) é um documentário chileno constituído por uma trilogia de filmes que retrata os eventos ocorridos no Chile no período de 1972 e setembro de 1973, o golpe militar. Foi dirigido pelo cineasta chileno Patricio Guzmán, com câmaras e fotografia de Jorge Müller Silva e o argentino Gustavo Moris e uma cena de Leonardo Henrichsen, foi um dos últimos documentários do Chile em formato preto e branco.

## Estreias
Foi estreada em Santiago de Chile em 1997, sete anos após a volta à democracia. Na Espanha, a terceira parte foi estreada em 1980. No Equador, em 2011, o última estreia registada.
O filme na íntegra foi lançado em DVD em diversos países, como Chile, Brasil e França.
A primeira aparição dos filmes na América Latina foi em outubro de 1979 na terceira Mostra Internacional de Cinema de São Paulo no MASP. Em 2018, a Cineteca Nacional do Chile organizou uma maratona cinematográfica com esta série documentária.
Os filmes tem sido também transmitidos na televisão aberta de países como Reino Unido. No Chile sua primeira transmissão dessa forma foi através do canal A Rede nos dias 10, 11 e 12 de setembro de 2021.

## Enredo
Em linhas gerais, a trilogia retrata os embates políticos que ocorreram na sociedade chilena nos anos de 1972 e 1973, com enfases em movimentos sociais, que já se cresciam desde 1950 e estavam em seu ápice nesse período, e na escalada das tensões com a burguesia que culminou no golpe de 1973.
Cada parte do documentário retrata um aspecto diferente. Em "A insurreição da burguesia" o filme apresenta o cenário das eleições parlamentares chilenas de 1973 e as ações e reações da população frente as diversas estratégias da burguesia para derrubar o governo, culminando na frustada primeira tentativa de golpe de estado, o Tanquetazo. A continuação, O golpe de Estado segue apresentando os prelúdios da derrubada do governo de Allende e as contradições da esquerda dentro do contexto da "via chilena ao socialismo", finalizando em 11 de setembro de 1973, com o golpe de estado e a morte de Allende.
A terceira e última parte, O poder popular, não segue cronologicamente as demais e tem como foco a exibição dos movimentos sociais, como a ocupação de terras e fábricas mal utilizadas ou abandonadas pelos donos, formando os cordões industriais, a organização das Juntas de Abastecimento Popular (JAP) para distribuir a produção e também a presença das músicas da Nova Canção nesse contexto.

## Produção
Inicialmente, Patrício Guzmán pretendia criar um filme sobre o terceiro ano do governo da UP, comandada pelo presidente Salvador Allende, que se chamaria “O Terceiro Ano”, que seria uma continuação do primeiro longa-metragem de Guzmán, El primer año (1972). A sua equipe, chamada de “Equipo El Tercer Año”, era formada inicialmente por Jorge Müller Silva (diretor de fotografia e operador de câmera), Frederico Elton (chefe de produção), José Pino (assistente de direção) e Bernardo Menz (diretor de som). As gravações se iniciaram em outubro de 1972, e assim captaram, mesmo sem saber o que ocorreria, o aumento da tensão da luta de classes que culminou no golpe de Estado de 11 de setembro de 1973. A partir de então, com exceção de Jorge Müller, a equipe foi exilada do país, e o filme, teve de ser montado em Cuba no Instituto Cubano de Arte e Indústria Cinematográficas (ICAIC), onde Pedro Chaskel e Marta Harnecker - outros chilenos exilados - e o cubano Julio García Espinosa foram incorporados à equipe.
A preservação do material após a ditadura se deu por ação de Ignácio Valenzuela, tio de Guzmán, e seu translado pelo embaixador sueco Harald Edelstam. Tal translado, intermediado por Alfredo Guevara, ocorreu de Santiago a Estocolmo, de Estocolmo à Espanha e depois à França e, finalmente, à Havana, em Cuba.
A trilogia inteira segue os métodos e técnicas do Cinema Direto, com diversas entrevistas e gravações nas ruas realizadas por Müller, expondo as opiniões políticas da população e seus movimentos sociais que ocorriam no Chile durante os sucessivos eventos. Guzmán definia esse seu estilo de documentário como “Cinema Testemunhal”. Além disso, a presença de Espinosa como “assessor” do filme teve impacto direto na montagem, alinhando o filme com a sua ideia de “cinema imperfeito”. A influência de Espinosa na produção do filme é retratada numa entrevista de Pedro Chaskel concedida a Jaime Córdova em 2005, onde ele explica que Julio García Espinosa era como um supervisor do trabalho no ICAIC. Num momento eles já haviam concluido boa parte de "um documentário de uma hora e meia”, no entanto, “Patricio não estava satisfeito”. De acordo com o relato, numa reunião com Espinosa, “Patricio pensava que o material” poderia ser muito melhor explorado e poderia render mais que um filme. E Espinosa teria respondido: “bom,então, comecem de novo”. Chaskel ri e comenta que “em nenhuma parte do mundo isso aconteceria depois de um filme terminado”. E conclui a história: “tivemos mais uns seis meses, ou algo assim, para fazê-lo de novo. Disso resultaram a primeira e a segunda parte” de A Batalha do Chile.

## Filmes
O documentário A batalha do Chile é dividido em três partes de aproximadamente 90 minutos cada:
- A insurreição da burguesia (1975)
- O golpe de Estado (1976)
- O poder popular (1979)

## Indicações e prêmios
A seguir estão listados todos os prêmios que a trilogia conquistou:
- Indicado entre os 10 melhores filmes da América Latina, 1970-1980. Los Angeles Filme Critics. Estados Unidos.
- Indicado entre os 5 melhores filmes do Terceiro Mundo 1968-1978. Revista Take One (Estados Unidos), 1978.
- Indicado entre os 10 melhores filmes políticos 1967-1987. Revista Cineaste. Estados Unidos.[19]
- Prêmio Novas Texeira. Associação de Críticos Cinematográficos. França, 1976.
- Grande Prêmio do Festival de Grenoble. França, 1975.
- Grande Prêmio do Festival de Grenoble. França, 1976.
- Grande Prêmio do Júri. Festival Internacional de Leipzig. Alemanha, 1976.
- Grande Prêmio do Festival Internacional de Bruxelas. Bélgica, 1977.
- Grande Prêmio do Festival Internacional de Benalmádena. Espanha, 1977.
- Grande Prêmio do Festival Internacional de Havana. Cuba, 1979.